# Andrew Sendejo
Andrew Victor Sendejo (San Antonio, 9 settembre 1987) è un giocatore di football americano statunitense che milita nel ruolo di free safety per gli Indianapolis Colts della National Football League (NFL).
Non selezionato nel Draft NFL 2010, fu in seguito ingaggiato dai Sacramento Mountain Lions della UFL. Ha militato anche per i Dallas Cowboys, New York Jets, Philadelphia Eagles, Minnesota Vikings e per i Cleveland Browns. Al college ha giocato a football per Rice.

## Carriera universitaria
Dopo essersi diplomata alla Smithson Valley High School, Sendejo si trasferì nel 2006 alla Rice University dove, nel primo anno come freshman prese parte a 12 match di cui 10 da titolare (più uno di post season), saltando un solo match per infortunio, mettendo a segno 49 tackle, 2 sack, 3 fumble forzati e 1 recuperato e venendo premiato come Freshman All-America dal The Sporting News e come C-USA freshman.
Nel 2007 come sophomore prese parte a tutti e 13 i match della stagione regolare, finendo a fine anno primo della squadra con 107 tackle e 5 intercetti e mettendo inoltre a segno 3 fumble forzati ed 1 recuperato. A fine anno fu premiato come All-C-USA e fu inserito nel Third Team All-Conference dal Phil Steele.
Nel 2008 come junior guidò nuovamente la difesa degli Owls con 94 tackle messi a segno, nonostante fu costretto a saltare tre incontri per una distorsione alla caviglia, e fu inoltre 51º a livello nazionale con 8,55 tackle in media a partita. Mise inoltre a segno 1 fumble forzato, 3 fumble recuperati e 2 intercetti e fu nuovamente premiato come All-C-USA oltre che inserito nel Second Team All-Conference dallo Houston Chronicle e nel First Team All-Conference dal Phil Steele.
Nel 2009 come senior prese parte a 7 incontri, prima di essere nuovamente fermato da un infortunio che lo tenne fuori da fine ottobre sino al termine della stagione, e mise a segno 64 tackle, 1 fumble recuperato ed 1 intercetto che gli valsero l'inserimento nel Midseason All-C-USA Third Team da parte del Phil Steele e l'inserimento tra i 12 finalisti del Wuerfell Trophy.

## Carriera professionistica

### Dallas Cowboys
Dopo una parentesi in UFL con i Sacramento Mountain Lions (con cui terminò nel 2010 secondo in UFL per tackle messi a segno), che lo ingaggiarono dopo che non fu scelto al termine del Draft NFL 2010, Sendejo fu ingaggiato dai Dallas Cowboys che il 24 novembre 2010 lo inserirono nella squadra d'allenamento per poi promuoverlo nel roster attivo appena 5 giorni dopo. Con la franchigia del Texas giocò appena due partite (entrambe partendo come riserva) facendo il suo esordio in NFL contro i Philadelphia Eagles e mettendo a segno un tackle negli special team contro i Washington Redskins.

### New York Jets
Nel 2011 giocò durante la pre-stagione ancora con i Cowboys per poi essere svincolato ed essere ingaggiato dai New York Jets il 4 settembre. Inattivo in occasione della prima di campionato, proprio contro i Cowboys, passò alla squadra d'allenamento il 14 settembre prima di essere definitivamente svincolato il 27 settembre.

### Minnesota Vikings
Il 29 novembre 2011 firma con i Vikings giocando in 3 partite e mettendo a segno altrettanti tackle. Nel 2012 trova maggior spazio, pur rimanendo sempre riserva, giocando in 13 partite su 16 di stagione regolare e mettendo a segno 6 tackle totali.
Nel 2013, Sendejo iniziò al solito la stagione come riserva, entrando in campo nelle rotazioni per far riposare il titolare Harrison Smith e, dopo aver chiuso senza statistiche a referto i primi due incontri, persi entrambi dai Vikings contro Detroit Lions e Chicago Bears, mise a segno 3 tackle solitari nella gara casalinga contro i Cleveland Browns, persa ancora una volta dalla sua squadra. La settimana seguente, che vedeva i Vikings impegnati contro i Pittsburgh Steelers al Wembley Stadium di Londra in una delle due gare delle NFL International Series della stagione 2013, arrivò la prima vittoria stagionale per Minnesota mentre Sendejo disputò la prima partita in carriera come titolare, alternandosi con Mistral Raymond nel ruolo di strong safety a causa dell'infortunio del titolare Jamarca Sanford e mettendo a segno altri 4 tackle solitari.
Tornato a ricoprire il ruolo di riserva dopo la settimana di riposo, nella gara che vide i Vikings tornare alla sconfitta contro i Carolina Panthers, Sendejo subentrò all'infortunato Smith nel 3º quarto dell'incontro mettendo a segno altri 3 tackle (2 solitari ed uno assistito). L'infortunio a Smith si rivelò in seguito più grave del previsto e così il capo-allenatore Leslie Frazier decise di affidare a Sendejo i gradi di free safety titolare, preferendolo a Raymond. Nella seconda partita da titolare in carriera, che vide i Vikings uscire sconfitti dal MetLife Stadium contro i New York Giants nel Monday Night Football, Sendejo mise a referto 6 tackle (3 solitari e 3 assistiti) ed altri 7 (3 solitari, 4 assistiti) li mise a referto la settimana seguente, nell'incontro che vide i Vikings uscire ancora una volta sconfitti dal Mall of America Field nella gara casalinga contro i Green Bay Packers.
Nella settimana 9, Sendejo tornò a Dallas ospite con i Vikings dei Cowboys padroni di casa, che seppero imporsi allo scadere del tempo regolamentare per 23-27 e mise a segno altri 5 tackle solitari. Ma fu la settimana seguente, che coincise con il ritorno alla vittoria dei Vikings dopo quattro settimane di digiuno, che contro i Washington Redskins Sendejo disputò la sua miglior partita in carriera fino a quel momento, risultando uno dei migliori difensori della sua squadra al termine dell'incontro. Pur mostrando ancora carenze in fase di copertura sui passaggi, egli si dimostrò un gran placcatore, effettuando dei tackle spesso duri nei confronti di Robert Griffin III e guidando per la prima volta in carriera la sua squadra in tackle solitari (8) e tackle combinati (16, pari merito con Chad Greenway e miglior risultato stagionale dei Vikings). Nella settimana 11, nella quale i Vikings furono sconfitti 20-41 dai Seattle Seahawks padroni di casa, Sendejo fu per la seconda volta consecutiva leader dei Vikings sia in tackle solitari (5) che combinati (10), ma questa volta le sue carenze e quelle di tutto il reparto delle secondarie di Minnesota emersero chiaramente contro il gioco aereo di Seattle, capace di andare 2 volte a touchdown e di guadagnare un totale di 236 yard su ricezione.
Dopo aver messo a referto 15 tackle (9 solitari e 6 assistiti) nelle due gare successive contro Bears e Packers, dalle quali Minnesota uscì imbattuta conquistando complessivamente 4 punti, nella settimana 14, che vedeva i Vikings impegnati all'M&T Bank Stadium di Baltimora contro i Baltimore Ravens padroni casa, Sendejo fu autore di un'ottima gara nella quale mise a referto 3 tackle (uno solitario e 2 assistiti), 3 passaggi deviati e soprattutto il primo intercetto in carriera ai danni di Joe Flacco, oltre a metterne a segno un secondo poi annullato dal capo-arbitro per una controversa pass interference chiamata ai danni di Chad Greenway. Tale intercetto, avvenuto in situazione di secondo down&10, avrebbe permesso a Minnesota di far suo l'incontro in quanto i Ravens erano all'ultimo assalto della partita e rimanevano soli 32" di gioco prima del termine. L'annullamento permise invece a Baltimore di andare avanti nel proprio drive, culminato col touchdown della vittoria a firma del rookie Marlon Brown che fissò il punteggio sul definitivo 26-29. Sendejo chiuse la sua terza stagione in Minnesota con 89 tackle totali, 2 passaggi deviati ed un intercetto messi a referto in 14 partite, di cui 10 come titolare.
Il 14 gennaio 2018, nel divisional round dei playoff contro i New Orleans Saints, Sendejo mise a segno un intercetto su Drew Brees nella vittoria per 29-24 che portò i Vikings in finale di conference.

### Philadelphia Eagles
Il 18 marzo 2019 Sendejo firmò un contratto di un anno dal valore di $1,3 milioni con i Philadelphia Eagles. Nel secondo turno contro gli Atlanta Falcons, Sendejo mise a segno il suo secondo sack in carriera ai danni del quarterback Matt Ryan; gli Eagles furono sconfitti 20–24. Nella partita del sesto turno contro la sua ex squadra, i Minnesota Vikings, intercettò un passaggio ai danni del quarterback Kirk Cousins; gli Eagles furono sconfitti 20–38. Sendejo fu svincolato dagli Eagles il 5 novembre 2019, terminando la sua militanza a Philadelphia nel 2019 con nove presenze (una da titolare), 28 placcaggi totali (23 solitari), un sack, un intercetto e due passaggi deviati.

### Ritorno ai Minnesota Vikings
Il 6 novembre 2019 Sendejo tornò ai Minnesota Vikings a stagione in corso. Nella prima partita di ritorno ai Vikings, valida per l'undicesimo turno contro i Denver Broncos, Sendejo registro sette placcaggi totali (quattro solitari) e intercetto un passaggiò ai danni di Brandon Allen; i Vikings vinsero in rimonta per 27–23. Nella gara del quattordicesimo turno contro i Detroit Lions intercettò un passaggio ai danni del quarterback rookie David Blough, garantendo ai Vikings la vittoria per 20–7. Terminò la stagione regolare con sei presenze (due da titolare), 17 placcaggi totali (13 solitari), due intercetti e due passaggi deviati.
Grazie ad un bilancio di 10–6 i Vikings riuscirono a qualificarsi per i play-off tramite wild card. Nel Wild Card Game contro i New Orleans Saints, Sendejo mise a segno due placcaggi e due passaggi deviati; i Vikings avanzarono nella post-stagione vincendo nei supplementari per 26–20. Nel turno successivo, il Divisional Play-off, Sendejo mise a segno due placcaggi contro i San Francisco 49ers; la stagione terminò con una sconfitta per 10–27 contro i 49ers che poi arrivarono ad affrontare nel Super Bowl LIV i Kansas City Chiefs, perdendo contro questi ultimi.

### Cleveland Browns
Il 27 marzo 2020 Sendejo firmò un contratto di un anno dal valore di $2,25 milioni coi Cleveland Browns. Nella partita del secondo turno contro i Cincinnati Bengals Sendejo ebbe la sua miglior prestazione stagionale con dieci placcaggi totali (sette solitari); i Browns vinsero 35–30.